# Kaplica Miłosierdzia w Sines
Kaplica Miłosierdzia (port. Capela da Misericórdia) – zdesakralizowana kaplica w portugalskiej miejscowości Sines, od 2007 przeznaczona do funkcji muzealnych. 

## Historia
Pierwsza wzmianka o kaplicy, wchodzącej w skład klasztoru braci Miłosierdzia (port. Irmãos da Misericórdia), pochodzi z 1585 roku, z listu braci do króla Filipa I z prośbą o budowę większej świątyni. Kaplica została zniszczona podczas trzęsienia ziemi w 1755. Wiadomo, że w 1758 roku była już odbudowana oraz wyposażona w nowe obrazy.
Obecnie kaplica jest własnością organizacji charytatywnej Santa Casa da Misericórdia, która wynajmuje kaplicę gminie. Od 17 lipca 2007 roku w świątyni przechowywana jest część zbiorów miejskiego muzeum archeologicznego.